# Associazione Sportiva Fanfulla 1924-1925
Questa pagina raccoglie le informazioni riguardanti l'Associazione Sportiva Fanfulla nelle competizioni ufficiali della stagione 1924-1925.

## Stagione
Nella stagione 1924-1925 il Fanfulla con 14 punti si è classificata sesta a pari merito con il Viareggio.
Non è stato un campionato facile per i fanfullini costretti a lunghe e talvolta disagevoli trasferte al di fuori dalla propria regione quale unica squadra lombarda fra tante compagini emiliane e toscane. Inutili le proteste del Fanfulla presentate alla Lega Nord, per l'alto costo delle trasferte.
Messa in difficoltà per la partenza di alcuni giocatori titolari a causa della leva militare obbligatoria, ha anche in questa stagione utilizzato alcuni giocatori milanesi invece di pescare dalle proprie squadre riserve e allievi rimpolpate da giovani molto promettenti provenienti dalle squadre concittadine (Fanfullini Erranti, La Serenissima, Fiamme Nere e Giovane Lodi) che in primavera avevano partecipato al "3º Torneo Popolare" indetto dall'U.L.I.C..
I bianconeri non sono mai riusciti a dar fastidio alla capolista Parma, poi promossa, tanto da subire in trasferta una pesante sconfitta (0-5) maturata con quattro infelici e mancate parate di Grecchi. Proprio il portiere fanfullino nella partita persa a Parma fu protagonista di un grave atto di indisciplina nei confronti del suo dirigente, decidendo di abbandonare volontariamente il suo posto fra i pali. Già in 10 per l'uscita di Grecchi, è poi il terzino Giola ad uscire dal campo al 34' del primo tempo a seguito di un normale incidente di gioco.

## Rosa
| N. |                   | Ruolo | Calciatore                     |
| -- | ----------------- | ----- | ------------------------------ |
|    | Italia (bandiera) | P     | Osvaldo Ferrari                |
|    | Italia (bandiera) | P     | Antonio Grecchi                |
|    | Italia (bandiera) | D     | Eugenio Allievi                |
|    | Italia (bandiera) | D     | Carlo Giola                    |
|    | Italia (bandiera) | D     | Ettore Meraldi (III)           |
|    | Italia (bandiera) | D     | Battista Rovida (I)            |
|    | Italia (bandiera) | C     | Bassano Daccò                  |
|    | Italia (bandiera) | C     | Angelo Martini                 |
|    | Italia (bandiera) | A     | Vittorio Mascaretti (II)(Totu) |

| N. |                   | Ruolo | Calciatore                    |
| -- | ----------------- | ----- | ----------------------------- |
|    | Italia (bandiera) | C     | Ugo Mazzola                   |
|    | Italia (bandiera) | A     | Mario Bergamaschi (II)(Schin) |
|    | Italia (bandiera) | A     | Giuseppe Canevara (II)        |
|    | Italia (bandiera) | A     | Pietro Chiesa                 |
|    | Italia (bandiera) | A     | Mario Orlandi (Calca)         |
|    | Italia (bandiera) | A     | Luigi Rivolta                 |
|    | Italia (bandiera) | A     | Silvio Salvatico              |
|    | Italia (bandiera) | A     | Antonio Zamproni (I)          |

## Statistiche dei giocatori

### Statistiche
| Giocatore      | Seconda Categoria | Seconda Categoria |
| Giocatore      | Presenze          | Reti              |
| -------------- | ----------------- | ----------------- |
| M. Bergamaschi | ?                 | 4                 |
| G. Canevara    | ?                 | 2                 |
| P. Chiesa      | ?                 | 4                 |
| B. Daccò       | ?                 | 1                 |
| U. Mazzola     | ?                 | 2                 |
| M. Orlandi     | ?                 | 4                 |
| L. Rivolta     | ?                 | 4                 |
| B. Rovida      | ?                 | 1                 |
| S. Salvatico   | ?                 | 2                 |
| A. Zamproni    | ?                 | 2                 |